# Cypsnagra
Cypsnagra is een monotypisch geslacht van zangvogels uit de familie Thraupidae (tangaren):
- Cypsnagra hirundinacea  – Witstuittangare